# Frontenac Motor Corporation
Pour les articles homonymes, voir Frontenac.
Frontenac Motor Corporation est une ancienne marque automobile américaine, spécialisée dans la conception de voitures de course.

## Historique
Pilote à succès entre 1905 et 1910, le Suisse Louis Chevrolet met à profit sa notoriété pour fonder en 1911 avec l'entrepreneur William C. Durant la marque Chevrolet. Mais au bout de seulement deux années, les désaccords persistants entre les deux hommes poussent Louis Chevrolet à revendre ses parts de l'entreprise (ainsi que  les droits d'usage exclusif de son patronyme) à son associé. 

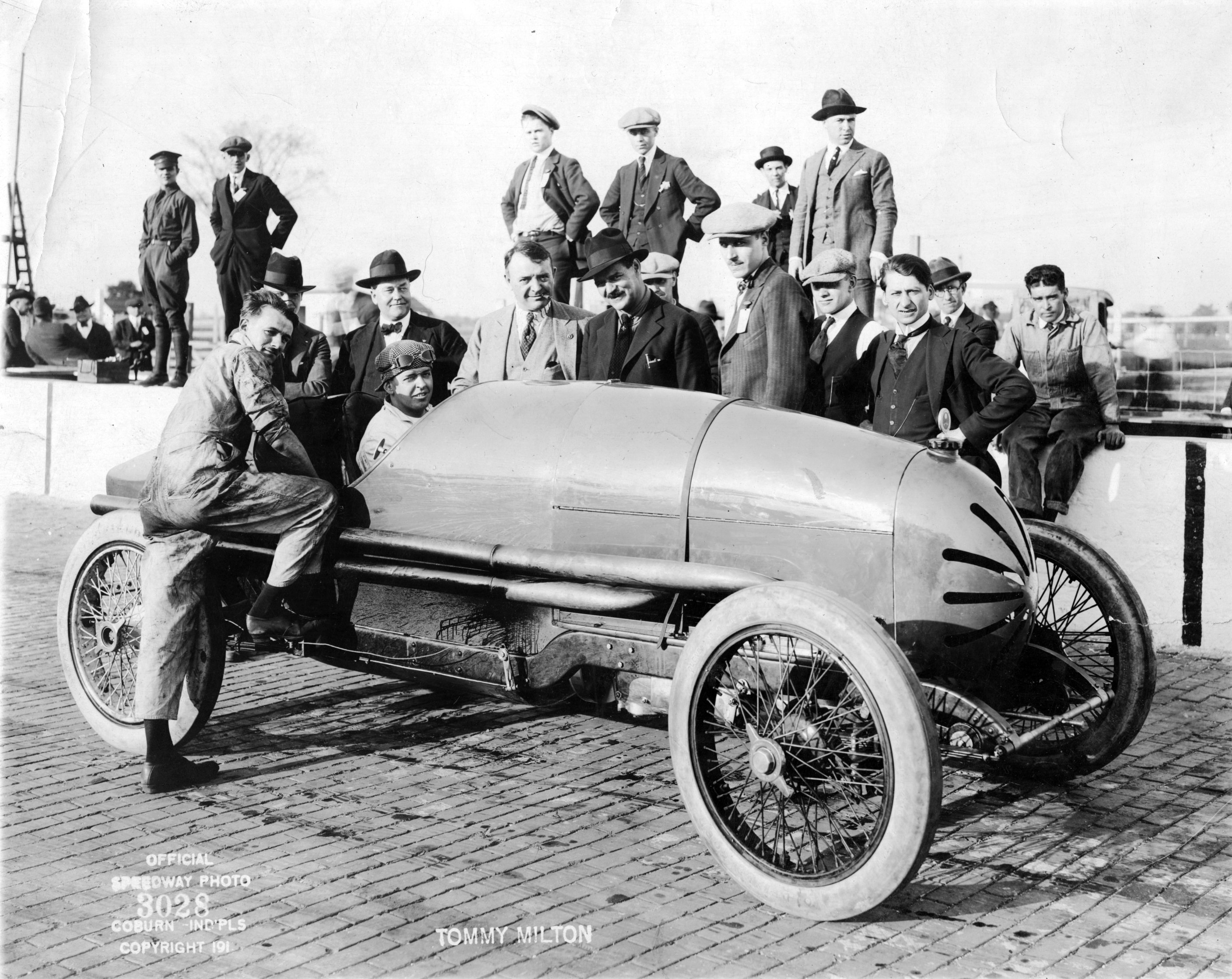
Tommy Milton et sa Frontenac avant le départ de l'Indy 500 1921. À sa droite Barney Oldfield, à sa gauche Louis Chevrolet (en sombre avec moustache).

Louis Chevrolet décide alors de revenir à ses premières amours, à savoir la course automobile, et avec l'aide de ses deux frères cadets Arthur et Gaston, eux aussi pilotes, crée la Frontenac Motor Corporation, une marque destinée à concevoir des voitures de course. La société est nommée du nom de Louis de Buade de Frontenac, gouverneur de la Nouvelle-France au XVIIe siècle.
La Frontenac fait ses débuts aux 500 miles d'Indianapolis en 1916, et remporte la prestigieuse épreuve américaine en 1920 aux mains de Gaston Chevrolet. Mais en fin d'année, Gaston se tue dans une course en Californie (il pilotait la Frontenac victorieuse à Indianapolis), ce qui incite Louis et Arthur à prendre leurs distances avec le sport automobile. Gaston est déclaré à titre posthume Champion américain AAA de course automobile 1920
En 1921, Tommy Milton s'impose à son tour à l'Indy 500 sur Frontenac.

## Palmarès au Championnat américain AAA
Louis Chevrolet
- 1916 : 
  - 2 décembre : Universal Trophy, Uniontown Speedway
- 1917 : 
  - 30 mai : Sharonville Sweepstakes, Cincinnati Motor Speedway
  - 3 septembre : Chicago course 3, Speedway Park
  - 22 septembre : Harkness Trophy Race, Sheepshead Bay
  - 29 novembre : Ascot course 2, Ascot Park
- 1918 : Uniontown course 4 et 6, ainsi que Chicago;
- 1919 : Tacoma courses 2 et 3.

Gaston Chevrolet
- 1920 : Indy 500

Tommy Milton
- 1921 : Indy 500

## Lien externe

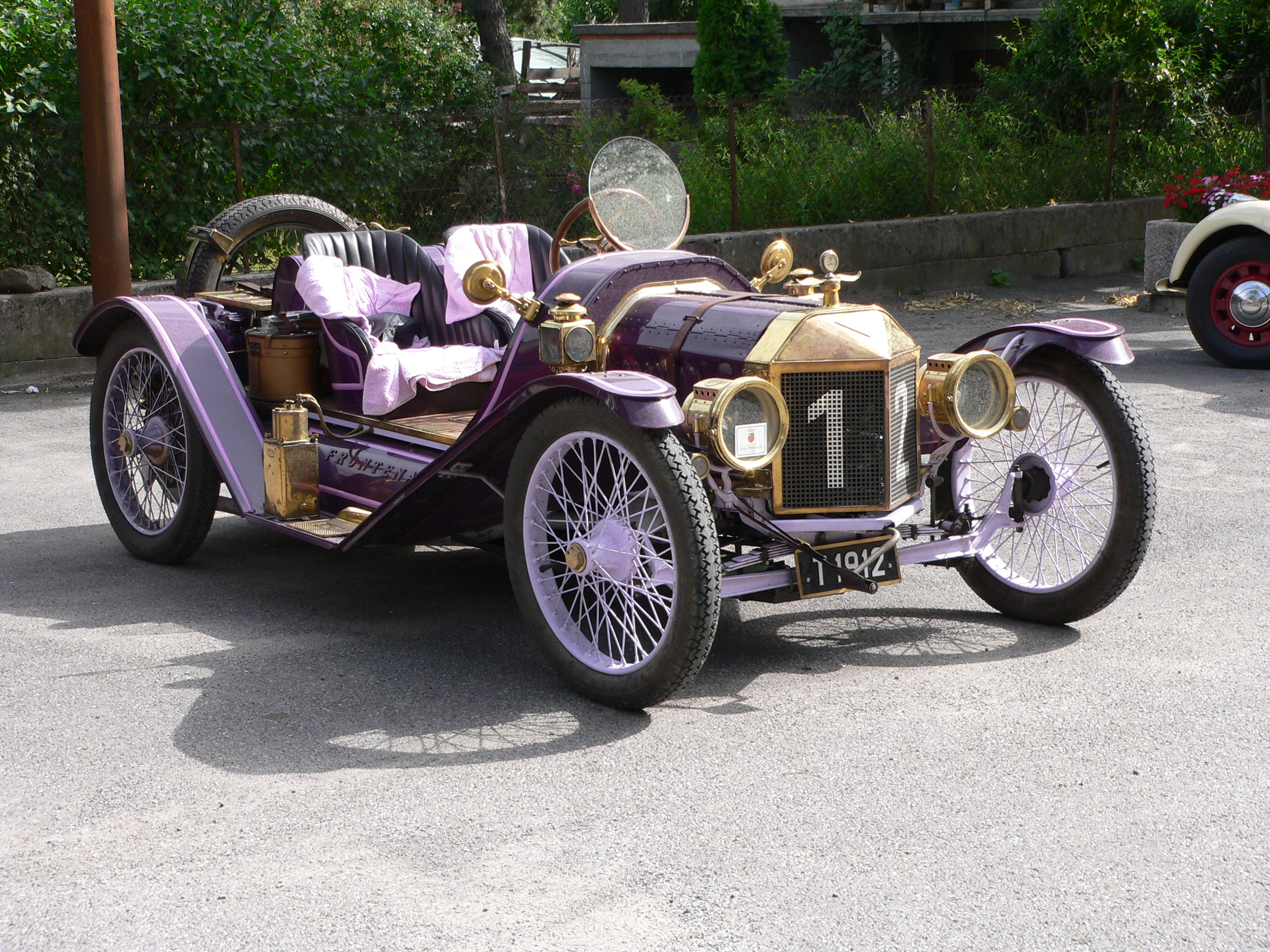

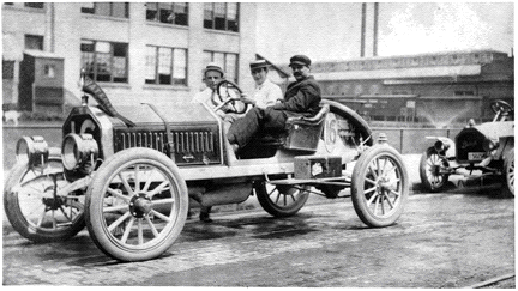
Une Frontenac en 1914.